# Cultura di Koločin

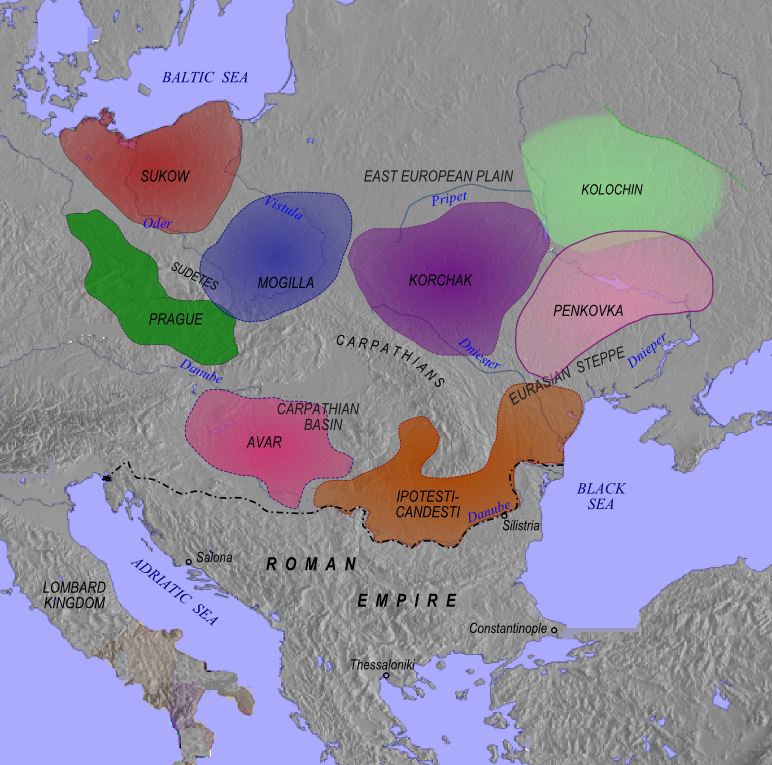
Il gruppo di culture archeologiche di Praga-Penkov-Koločin.

La cultura di Koločin era una cultura archeologica che fiorì nella Russia occidentale tra i secoli V e VII. Costituiva l'elemento più orientale del gruppo culturale di Praga-Penkov-Koločin. 
La cultura di Koločin è attestata in un centinaio di siti, la maggior parte dei quali sono situati lungo il corso del Dnepr e dei suoi affluenti. Questi insediamenti non erano fortificati ed erano composti da casette rotonde con un unico ambiente interno. Come rito funebre si praticava la cremazione. 
La cultura è stata identificata alternativamente con i Balti e con gli Slavi. La presenza di nomi baltici di fiumi nella zona ha dato supporto alla prima teoria. In ogni caso, si ritiene che i popoli che vivevano a sud della cultura di Koločin fossero slavi. Sembra che la cultura di Koločin abbia avuto dei rapporti con questi Slavi a sud, e che questo possa essere stata l'origine degli scambi linguistici tra gli idiomi baltici e quelli slavi.